# Новомосковский уезд
Новомосковский уезд — административно-территориальная единица Российской империи. Входил в Екатеринославскую губернию. Уездный город — Новомосковск.

## История
- 1783—1796 гг. — в составе Екатеринославского наместничества
- 1796—1802 гг. — в составе Новороссийской губернии.
- 1802—1917 гг. — в составе Екатеринославской губернии Российской империи.
- В марте-апреле 1918 года вошёл в состав Сечевой и Самарской земель УНР.
- В апреле-декабре 1918 в составе Екатеринославской губернии Украинской державы.
- 1919—1923 гг. — в составе Екатеринославской губернии УССР.

## География
Занимает северную часть Екатеринославской губернии, представляя ровную поверхность с лёгким подъемом к северо-западу.
Внутри уезда, по течению р. Самары, судоходной на 25 — 30 вёрст, встречаются очень низменные места со стоячей водой. Здесь — единственные в губернии озёра: Солёный Лиман (31/2 вёрст в длину и до 2 вёрст в ширину) и несколько небольших водоёмов близ д. Каменки.
Здесь же лучшие естественные леса губернии (самарское казённое лесничество — 8741/2 десятин).
Из минералов в последнее время найдены каолин и красильные глины.
Пространство уезда 5739,8 кв. вёрст, или 5945711/2 десятин, из которых неудобной земли 35240, лесной 256611/2 десятин. Из удобной земли принадлежит: казне 2007 десятин, частным владельцам 303246 дес., крестьянским обществам 269246 дес., городу 3421 дес., товариществам и компаниям 166 дес., церквям 7973 дес. Дворяне владеют 125 тыс. дес., купцы и мещане — 40 тыс. дес., крестьяне 280 тыс. дес., колонисты и иностранцы — 12 тыс. дес., разные учреждения 5 тыс. дес. Крестьяне арендуют у казны 400 дес. и у частных лиц свыше 20 тыс. дес.

## Административное устройство
В составе уезда было 36 волостей:
1. Шульговская
2. Могилёвская
3. Новоподкряжная
4. Байбаковская
5. Дмухайловская
6. Преображенская
7. Гупаловская
8. Прядивская
9. Котовская
10. Чернетчинская
11. Бузовская
12. Лычковская
13. Перещепинская
14. Афанасьевская
15. Александровская
16. Попасновская
17. Голубовская[укр.]
18. Губинихская
19. Ждановская
20. Почино-Софиевская
21. Магдалиновская
22. Чаплинская
23. Петриковская
24. Елизаветовская
25. Очереватовская
26. Николаевская
27. Новомосковская
28. Знаменская
29. Елизавето-Хорошевская
30. Любимовская
31. Новосёловская
32. Мануйловская
33. Иосифовская
34. Подгороднянская
35. Спасская
36. Каменская[укр.]

## Население
Населённых пунктов в уезде 220: 5 мст., 45 сел, 129 дер., 14 колоний, 27 хуторов. Жит. к 1 января 1896 г. 228185 (115225 мжч. и 112960 жнщ.); коренного населения 206786 душ, пришлого 21399.
Крестьян 215667, дворян 696, духовного сословия 982, почетных граждан и купцов 1263, мещан 5245, военного сословия 3879, остальных 153.

## Религия
Православных 211685, евреев 4245, протестантов 5227, католиков 2120, магометан 476, раскольников и сектантов (менониты) 3868, прочих исповеданий 564.
60 церквей и мужской Самарский Пустынно-Николаевский монастырь, основанный в 1672 г.

## Экономика
Доходов у уездного земства около 172465 р., расходов (1895) 170120 р., из них: на земское управление 18935 р., на народное образование 6805 р., на медицинскую и ветеринарную часть 33138 р., на меры содействия сельскому хозяйству и промышленности 261 р., на уплату долгов 67664 р. Всего заложено (1894) имений в казённых и частных ипотечных учреждениях 317, в количестве 195369 дес., со средним долгом на десятину в 29 р. 62 к., при оценке в 50 p 87 к.

### Сельское хозяйство
Главнейшее занятие жителей — земледелие, затем — скотоводство.
Скота рогатого (крупного и мелкого): 80340 гол., лошадей 26485, овец простых 85170, овец тонкорунных 180455, коз 4212, свиней 26365. Существуют табачные плантации и промышленное пчеловодство в лесах.
Ежегодно засевается: рожью 62310 дес., пшеницей 82750 дес., овсом 8100 дес., ячменем 35950 дес., полбой 255 дес., гречихой 10160 дес., просом 15185 дес., кукурузой 810 дес., горохом 300 дес., картофелем 5250 дес., льном 6100 дес. и коноплей 2300 дес. Средний годовой сбор: ржи 1500200 пд., пшеницы 2320250 пд., овса 260510 пд., ячменя 1116250 пд., полбы 6720 пд., гречихи 126850 пд., проса 392570 пд., кукурузы 35550 пд., гороха 10060 пд., картофеля 1025880 пд., льняного семени 385250 пд. и волокна 110150 пд., конопляного семени 40130 пд. и волокна 48670 пд.

### Торговля
60 ярмарок, с привозом товаров на 700 тыс. р. и продажей на 500 тыс. р.
Главнейшие предметы сбыта — сельскохозяйственные продукты и скот. Торговля рассчитана преимущественно на местный спрос. Главное развитие она получила по левому побережью Днепра, против г. Екатеринослава, где проходит Екатерининская железная дорога и куда всё более и более переселяются торговые предприятия из губернского города, вследствие усиливающегося его роста и дороговизны.

### Предприятия
Всего в уезде (1895) 660 торгово-промышленных предприятий, с оборотом в 3383 тыс. р.; винокуренный завод (ежегодно по несколько сот млн. градусов спирта), пивоваренный завод (оборот до 100 тыс. р.), лесопильни, 2 паровых мельницы, 6 водяных и ветряных, 5 кирпичных и черепичных заводов, стеклянный завод.
Из кустарных промыслов распространены: кузнечно-слесарный (оборот до 30 тыс. р.), тележный, колёсный, кожевенный, скорняжный и гончарный.

## Образование и медицина
38 земских и церковно-приходских школ, 8 школ грамотности (учащихся около 2000). При некоторых школах существует обучение сапожному и портняжному мастерству, девочек — рукоделию.
7 больниц, 6 врачей, 24 фельдшера, 1 повивальная бабка.
На территории Новомосковского уезда действовала земская ветеринарная служба, основными задачами которой являлась борьба с заразными животными эпизоотиями.  Видимое развитие она получила в 1885—1892 гг., в период службы в ней ветеринарного врача С.Г. Гринцера.